# Pyrénées (metropolitana di Parigi)
Pyrénées è una stazione della linea 11 della metropolitana di Parigi.

## La stazione
La stazione venne aperta nel 1935 e prese il nome della catena montagnosa, frontiera naturale fra Spagna e Francia. Lo stesso nome, Pirenei, che ha la strada più lunga del XX arrondissement.

## Interscambi
- Bus RATP - 26
- Noctilien - N12, N23